# Johann Friedrich Burscher

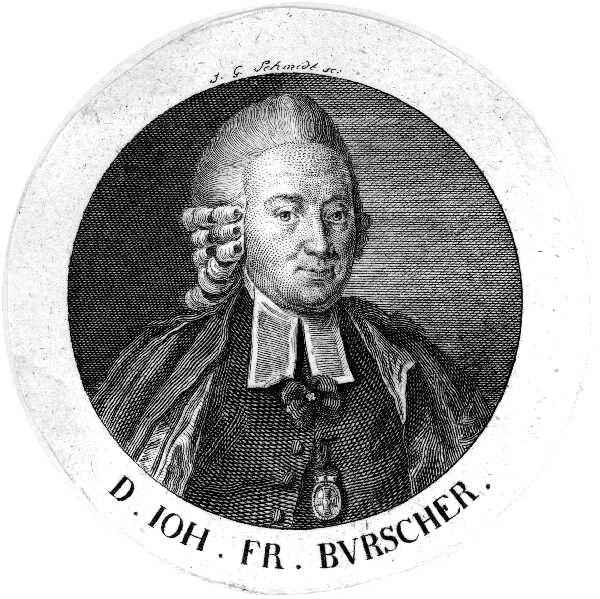
Johann Friedrich Burscher. Stich von Johann Gottfried Schmidt

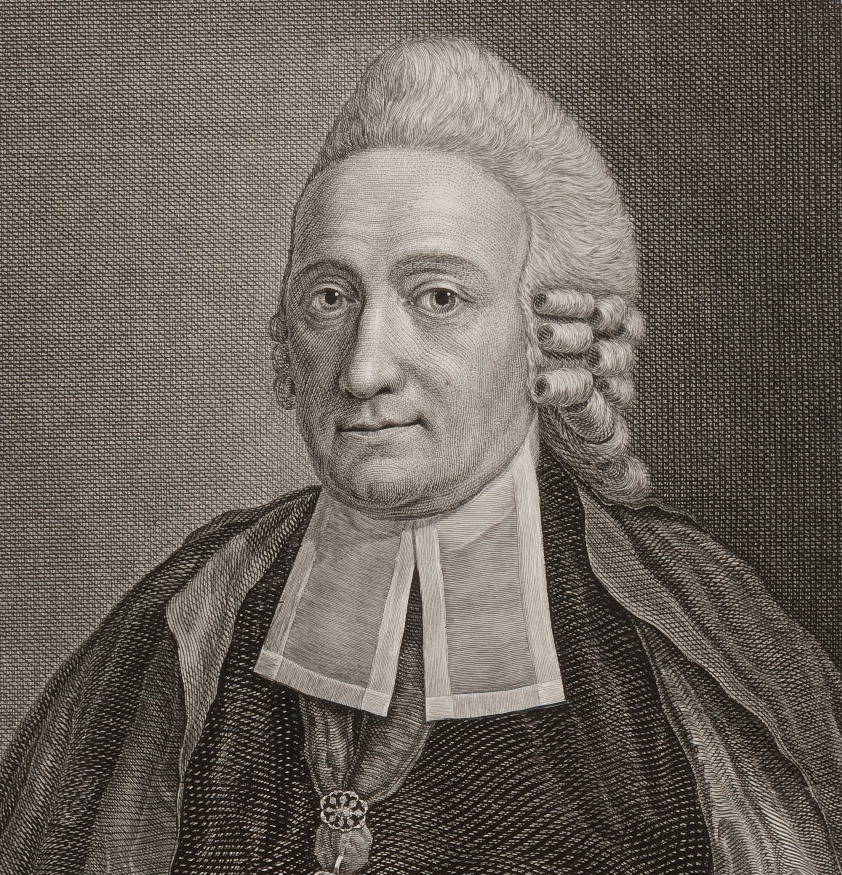
Johann Friedrich Burscher

Johann Friedrich Burscher (* 16. Februar 1732 in Kamenz; † 10. September 1805 in Leipzig) war ein deutscher lutherischer Theologe.

## Leben
Der Sohn eines Theologen hatte anfänglich Privatunterricht genossen und 1743 die Schule seiner Heimatstadt besucht. Dort wurden ihm die Grundlagen der sieben freien Künste vermittelt. Ostern 1749 bezog er die Universität Leipzig, wo er als Student der Theologie unter anderem die Vorlesungen von Johann August Ernesti, Johann Friedrich Christ, Johann Christian Hebenstreit, Ernst Friedrich Wernsdorf und Christian Gottlieb Jöcher besuchte. Nachdem er sich eine umfangreiche Bildung in allen Themenbereichen angeeignet hatte, erwarb er am 9. August 1752 den akademischen Grad eines Magisters der Philosophie. Am 5. September wurde er zum ersten Sekretär der damals entstehenden Gesellschaft der Wissenschaften und freien Künste in Leipzig gewählt.
Nach weiterem Studium habilitierte er sich am 15. Februar 1755 mit einer Einleitung über Ezechiel als Magister legens. Noch im selben Jahr verschaffte ihm sein Förderer Johann Christoph Gottsched eine Stellung als Bibliothekar und Sekretär bei dem Grafen Heinrich von Bünau. Als dieser gestorben war, folgte er seiner Witwe nach Weimar, wo er die Herzogin Anna Amalia und den dortigen Hof kennenlernte. Nach dem Frieden von Hubertusburg gelangte die Bünau’sche Bibliothek in das Schloss Nöthnitz, wohin Burscher ihr folgte. Dort erhielt er Ostern 1764 einen Ruf als außerordentlicher Professor der Philosophie nach Leipzig, wo er in Christian Fürchtegott Gellert einen Freund fand.
Im Januar 1765 wurde er Baccalaureus der Theologie, alsbald Frühprediger an der Paulinerkirche und am 15. Dezember 1766 als Kollegiat des großen Fürstenkollegiums aufgenommen. Einem 1767 ergangenen Ruf als Professor der Theologie an der Universität Jena folgte er nicht. Stattdessen wurde er 1768 ordentlicher fünfter Professor der Theologie in Leipzig und promovierte aus diesem Grunde im April 1768 zum Doktor der Theologie. Burscher, der 1771 Amande Charlotte Wilhelmine Zöllner geheiratet hatte, wurde 1776 Domherr am Meißner Dom und war 1781 Senior der theologischen Fakultät geworden. Zudem hatte er sich auch an den organisatorischen Aufgaben der Leipziger Hochschule beteiligt. In den Wintersemestern 1776, 1782, 1788, 1792, 1796, 1798 und 1802 wurde er zum Rektor der Alma Mater gewählt.

## Wirken
Burscher war ein Anhänger der lutherischen Orthodoxie, der vom älteren Lehrbegriff der evangelischen Kirche nicht abwich und sich gegen Andersdenkende nicht selten intolerant zeigte. Seine Vorlesungen erstreckten sich über das ganze Gebiet der Theologie und umfassten außerdem Philosophie und Universalgeschichte. Vor allem aber war er in der Kirchengeschichte, Exegese und Symbolik bewandert. Seine literarische Tätigkeit ist ebenfalls eine ziemlich reichhaltige. Dieselbe umfasst in der Hauptsache gedruckte Reden und Dissertationen. Dennoch wurde Burscher zu seiner Zeit verehrt und war bei seinen Anhängern beliebt, wovon die Nachrufe, Gedichte und die Leichenfeierlichkeiten bei seinem Tod zeugen.

## Schriften

### Autor
- Rede gegen Herrn Rousseau. Leipzig 1752.
- Von den feyerlichen Hochzeitgebräuchen der heutigen griechischen oder morgenländischen Christen. Jacobäer, Leipzig 1754.
- Versuch einer Erläuterung der Propheten Hosea und Joel. Breitkopf Leipzig 1767 (EA Leipzig 1757).
- Gedächtnisrede und Leben Heinrichs, Grafen von Bünau. Jena 1762.
- Vier Predigten, welche am Maria-Reinigungs- und Reformations-Feste und ersten Adventsonntage 1765 auch am Neujahrstage 1766 in der Universitätskirche zu Leipzig gehalten. Leipzig 1766.
- Drey Predigten, welche am 7. und 14. Sonntage nach dem Feste Trinitatis und am Reformationsfeste 1767 in der Universitätskirche zu Leipzig gehalten. Saalbach, Leipzig 1766.
- Vier Predigten in der Universitätskirche zu Leipzig gehalten. Leipzig 1767.
- Drei Predigten 1776 gehalten. Leipzig 1767.
- Fünf Predigten. Leipzig 1768.
- Lebenslauf des Herrn Grafen Heinrich von Bünau. Leipzig 1768.
- Programm, Teil 2: Christus, divinae Mosis et Pentateuchi auctoritatis vindex contra omnes Mosis adversarios. Leipzig 1774 (A Leipzig 1768).
- Vier Predigten, in der Universitätskirche zu Leipzig gehalten. Leipzig 1771.
- Schreiben an den Herrn Probst Teller in Berlin, wegen seines Wörterbuchs des neuen Testaments. Leipzig 1773.
- Programm: De vera orginne praecipuorum dogmatum et institutorum sacrorum, quae tempore sacrorum emendationis repudiata et abrogata sunt ab Ecclesia Evangelico Lutherana. Leipzig 1774.
- Dr. Joh. Friedr. Burscher, in einer kurzen Biographie dargestellt. In: Rudolph Gottlieb Beyer (Hrsg.): Allgemeines Magazin für Prediger nach den Bedürfnissen unserer Zeit, 1794.
- Fünf Reden am 10ten Sonntage nach Trinit. In der Universitätskirche gehalten, nebst einer Gedächtnißrede von 1780 auf die verwitwete Churfürstin von Sachsen. Leipzig 1797.
- Sieben Reden, in verschiedenen Jahren am Reformationsfeste in der Universitätskirche zu Leipzig gehalten und auf Verlangen dem Drucke übergeben. Leipzig 1798.
- Wahrheiten zum Nachdenken und zur Warnung für alle Christen dieser Zeit und jeder Parthei, in zehn Reden, welche in der Universitätskirche zu Leipzig gehalten und auf Verlangen dem Druck überlassen sind usw. Leipzig 1802.
- Die unveränderlich buchstäbliche Wahrheit der evangelischen Geschichte von Jesu, und von seinen göttlichen Werken und Wundern, aus dessen Quellen de Geschichte und sonst gezeigt, nebst ihrem rechten Gebrauche und Nutzen, zum Nachdenken und zur Warnung aller Christen, besonderst ihrer Gelehrten, in sechs Reden, welche in der Universitätskirche in Leipzig gehalten und auf Verlangen dem Drucke überlassen sind usw. Mit Anmerkungen, in welche die Quellen der Geschichte aufs genauste angezeigt werden. Leipzig 1803.
- Eines alten Mannes in seiner Jugend bei dem Glanze und Geräusche des Hofes verfertigte Abend- und Nachtgesänge und andere Nachtgedanken. Leipzig 1803

### Herausgeber
- Sammlung der vornehmsten Gedächtnisschriften auf den Grafen von Bünau. Leipzig 1763.
- Herrn Heinrichs, Grafen von Bünau Betrachtungen über die Religion und ihren Verfall. Leipzig 1769 (Online).
- Ecclesiae Christianae post Apostolos scripto rum antiqiuissi morum doctrina publico de Deo trinuno et de Jesu Christi persona, ex scriptis duntaxat optimorum, omnium criticorum confessione genuinis, ipsorumque verbis proposita. Leipzig 1780.
- Der ältesten Christlichen Kirchenscribenten Lehre von dem dreieinigen Gott und der Person Jesu Christi. Leipzig 1781.
- Index et argumentum Epistolarum ad Erasmum Roterodamum autographarum, quas ab anno 1520 usque ad annum 1535 Cardinales, Episcopi, alii Ecclesiae Antistitem item Aularum Papae, Caesaris, Regum, Electorum Principum Proceres, viri fama et doctrina illustres atque homines Erasmo familiares enarrarunt et quae ab ipso Erasmo sepositae ac reconditae post obitum ejus latueriunt in Helvetia, Belgio, Anglia. Leipzig 1784.
- Martin Luther’s letzte ernstliche Bekenntnisse einiger allgemein christlichen Lehren, aus den Originalausgaben seiner letzten Schriften, zur Beherzigung für Herrn Cannabich und seiner Jenaischen Recensenten, auch zur Verteidigung unserer symbolischen Bücher in Absicht auf diese allgemein christlichen Lehren. Leipzig 1799.

### Als Präses
- Johann Christian Barth: Introductio in Ezechiels librum. Jacobäer, Leipzig 1755.
- Christian August Crusius: Versuch einer kurzen Erläuterung des Propheten Jeremiä. Jacobi, Leipzig 1757.
- Augustin Maurenbrecher: De Stephano Byzantino. Leipzig 1767.
- Maximilian Tucher: De Gaza derelicta futura, ad illustrandum locum Zephan. 2, 4. Leipzig 1768.